# Aphaenogaster livida
Aphaenogaster livida är en myrart som först beskrevs av Oswald Heer 1850.  Aphaenogaster livida ingår i släktet Aphaenogaster och familjen myror. Inga underarter finns listade i Catalogue of Life.